# Das ist unser Land!
Das ist unser Land! (Originaltitel Chez nous) ist ein belgisch-französischer Politthriller des belgischen Regisseurs Lucas Belvaux aus dem Jahr 2017. Er handelt vom Kommunalwahlkampf einer an den Front National angelehnten Partei in der nordostfranzösischen Region Pas-de-Calais. Der Film erschien im selben Jahr der französischen Präsidentschaftswahl, wo sich Emmanuel Macron und Marine Le Pen als Kandidaten gegenüberstanden. Vom Front National wurde der Film als Eingriff in den stattfindenden Wahlkampf kritisiert, in Deutschland wurde er zudem als Beitrag zur Bundestagswahl im gleichen Jahr beworben.

## Handlung
Pauline Duhez lebt in Hénart, einer strukturschwachen Kleinstadt in der nordfranzösischen Region Pas-de-Calais und arbeitet dort als Krankenschwester, wo sie täglich eine Reihe von Hausbesuchen bei vor allem älteren Leuten vornimmt. Sie hat zwei Kinder, lebt jedoch von deren kriminell gewordenem Vater getrennt, zu dem sie keinen Kontakt mehr hat. Privat betreut sie zudem ihren allein lebenden Vater. Durch ihre Tätigkeit kriegt sie auch eine Reihe von Missständen, die in Frankreich bestehen, mit. So beklagt sie etwa, dass viele Geschäfte in der Stadt schließen mussten und es fast nur noch von Arabern geführte Spätverkaufsstellen gibt. Persönlich trifft es sie, dass kurze Zeit nach dem Herztod einer ihrer Patientinnen, deren Leiche sie selbst aufgefunden hatte, deren Wohnung von Unbekannten ausgeraubt wird. Einer ihrer Freunde ist überzeugt davon, dass es sich bei den Tätern um Zuwanderer handelt.
Pauline besitzt ein freundschaftliches Verhältnis zu Dr. Philippe Berthier, dem Arzt, der ihr nach dem Tod ihrer Mutter sehr geholfen hat. Dieser war früher Europaabgeordneter für eine extrem rechte Partei in Frankreich und macht Pauline eines Tages ein Angebot: Er ist nun Mitglied der neuen Partei Rassemblement National Populaire (RNP), die unter der Führung von Agnès Dorgelle etwas an den vielen Missständen in Frankreich ändern möchte. Diese neue Partei sieht sich nur dem Wohle Frankreichs verpflichtet und sei dabei weder links noch rechts ausgerichtet. Er macht Pauline das Angebot, für die Partei als Bürgermeisterin von Hénart zu kandidieren. Sie sei seiner Meinung nach bestens dafür geeignet, weil sie von den Leuten geschätzt wird und auch die Nöte des Einzelnen genauestens kennt. Pauline ist durch das Angebot geschmeichelt, aber unsicher: Sie ist an sich unpolitisch, würde sie eher als links einordnen, geht nicht wählen und weiß zudem, dass Dorgelles Vater damals Vorsitzender der extrem rechten Partei Bloc Patriotique war, mit deren Namen viel Negatives verbunden wird. Sie entscheidet sich schließlich dafür, das Angebot anzunehmen, weil sie hofft, so tatsächlich etwas zum Besseren zu verändern. Bestärkt wird sie auch von einer guten Freundin, die ihr gesteht sie, dass sie, ohne dass ihr Mann davon weiß, das letzte Mal ebenfalls diese Partei gewählt hat.
Dies führt allerdings zum Bruch mit ihrem kommunistisch orientierten Vater, der meint, dass die Partei nur der neue Aufguss der alten rechten Ideen ist. Er sagt, dass er nicht der Vater einer Faschistin sein will und deshalb ab jetzt keinen Besuch mehr von ihr haben will. Durch ein Fußballspiel ihres Sohns begegnet sie ihrer früheren Jugendliebe Stéphane Stankowiak wieder, der die Mannschaft trainiert. Sie trifft sich kurz danach mit diesem und verliebt sich in ihn, sie werden ein Paar. Stéphane ist auch bei ihren beiden Kindern beliebt, die ihn schnell als Vaterersatz akzeptieren. Sie weiß allerdings nicht, dass Stéphane die letzten Jahre ein Neonazi war und nach wie vor mit Kameraden aus diesem Umfeld zu tun hat. Mit diesen boxt er gemeinsam, nimmt regelmäßig an Wehrsportübungen mit Paintballwaffen teil und organisiert auch von Bauern auf deren Äckern gefundene Bomben aus dem Zweiten Weltkrieg.
Auch die Partei, die Pauline als Sympathieträgerin für die eigene Sache aufbaut und sie deshalb von einem eigenen Sicherheitsdienst beobachten lässt, bekommt von der Beziehung mit. Berthier, der früher mehr mit Stéphane zu tun hatte, sieht darin eine Gefährdung das Wahlkampfes, wenn die Beziehung bekannt wird. Denn dadurch könnte man die neue Partei mit politischem Extremismus in Verbindung bringen. Er sucht daher Stéphane auf und macht deutlich, dass er die Beziehung zu Pauline beenden soll. Sie kommen schließlich überein, dass sich Stéphane bis zur Wahl völlig aus der Öffentlichkeit heraushält und sich auch an keinen Aktionen seiner Kameraden mehr beteiligt.
Pauline wird nun für die Partei geschult, dabei wird auch ihr braunes Haar blond gefärbt, da dies, so sagt man ihr, besser ankomme. Bei ihrem ersten öffentlichen Auftritt bei einer Parteiveranstaltung, wo sie vorgestellt wird, verbleibt sie jedoch in der Rolle einer Statistin. Sie bemerkt auch rasch, wie sich, seit sie offiziell für diese kandidiert, der Ton ändert. Als sie wieder normal ihrer Arbeit nachgeht, attackieren drei Jugendliche ihren geparkten Wagen. Daraufhin werden diese von einer Gruppe Vermummter, die Stéphane heimlich Pauline nachgeschickt hat, angegriffen. In der Wohnsiedlung kommt es zu einem Tumult unter den ausländischen Bewohnern, die nun auch Pauline bedrängen, dabei wird einer der Bewohner sehr schwer von den Vermummten verletzt. Als Folge davon wird Pauline nun bei jedem Gang aus dem Haus vom parteieigenen Sicherheitsdienst begleitet.
Berthier sucht nochmals Stéphane auf und macht diesem deutlich, dass er durch die Aktion ihr Abkommen als gebrochen betrachtet und er sich nun von Pauline fernhalten soll. Dieser stellt den Kontakt schweren Herzens auch tatsächlich ein. Pauline sucht ihn jedoch auf, nachdem Berthier ihr eine Akte zu ihm und seiner Vergangenheit vorgelegt hat. Darauf angesprochen meint er, dass dies Vergangenheit sei und gerade Berthier damals der Sache sehr aufgeschlossen gegenübergestanden war, seine damalige Partei habe neonazistische Gruppierungen damals sogar finanziell und logistisch unterstützt.
Dies alles führt dazu, dass Pauline beschließt, der Partei wieder den Rücken zu kehren und sich ins Private an der Seite von Stéphane zurückzuziehen. Ihr ist auch immer mehr bewusst geworden, dass sie nur eine Marionette für die Partei ist, dort aber wenig an Konzepten für die Zukunft mitarbeiten kann. Nach ihrem Ausstieg wird eine andere junge Frau gefunden, welche fortan in gleicher Funktion im Wahlkampf an der Seite von Dorgelle zu sehen ist.
Die Wogen zu ihrem Vater glätten sich schließlich auch wieder. Eines Abends besucht das Paar gemeinsam mit dem Vater und den Kindern ein Fußballspiel. Als sich die Kinder Bilder davon auf Stéphans Mobiltelefon ansehen, findet Pauline dort auch Aufnahmen von Stéphane mit seinen Kameraden, wie sie bei einem Überfall zwei Ausländer ergriffen haben. Entsetzt davon bezeichnet sie ihn als Arschloch und schlägt ihn daraufhin wütend zu Boden.

## Veröffentlichung
Der Film wurde erstmals am 30. Januar 2017 auf dem International Film Festival Rotterdam vorgestellt. In Frankreich lief er am 22. Februar, in Belgien am 1. März und in der französischen Schweiz am 8. März 2017 an.
In Deutschland lief er erst am 24. August in den Kinos an.

## Hintergrund

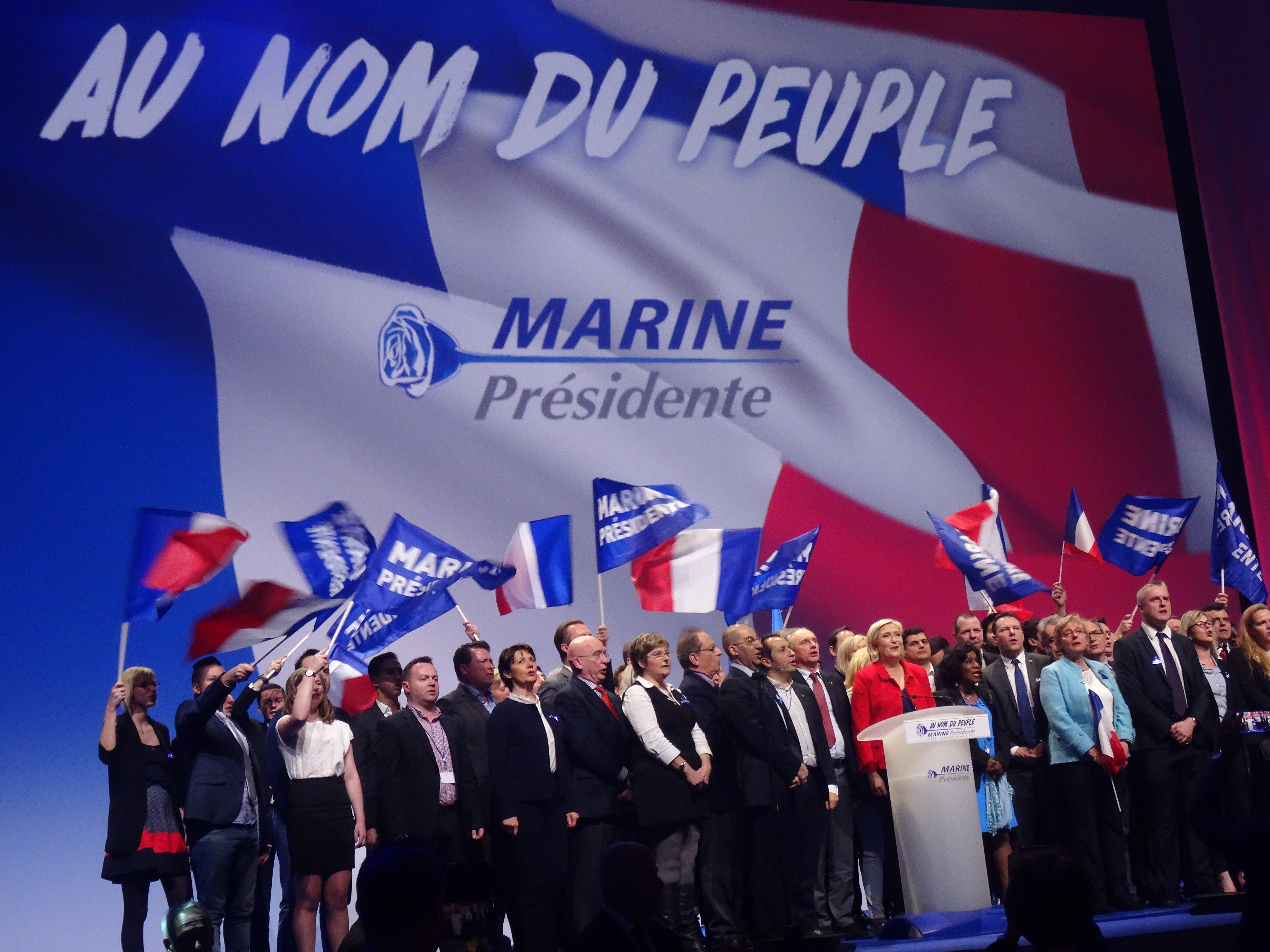
Der Front National und Marine Le Pen (hier auf einer Wahlkampfveranstaltung in Lille) sind die realen Vorbilder für die Darstellung im Film.

Jérôme Leroy, der mit Lucas Belvaux zusammen das Drehbuch schrieb, hatte zuvor schon den 2011 erschienenen Roman Der Block verfasst, in dem Rechtsextremismus in Frankreich behandelt wurde. Aus diesem wurden Figuren wie Stéphane Stankowiak und Agnès Dorgelle übernommen. Hinsichtlich politischer Gewalt und neofaschistischen Tendenzen war die Darstellung im Roman wesentlich deutlicher ausgeprägt als im späteren Film. Die übernommenen Figuren erfuhren jedoch Veränderungen, so war Stankowiak im Roman noch homosexuell. Dorgelles Ehemann Antoine Maynard, aus dessen Sicht die Hälfte des Romans geschrieben ist, wurde hingegen nicht übernommen. Unterschiedlich ist auch die jeweilige Ausgangslage: Im Film geht es um eine Kommunalwahl, während im Buch bereits geheime Gespräche zu einer Regierungsbildung stattfinden und der Block somit kurz davor ist, mehrere Ministerien übernehmen zu können.
Die gezeigte fiktive Partei Rassemblement National Populaire ist sichtlich an die Front National angelehnt, deren Vorsitzende ist dabei von ihrer äußerlichen Erscheinung her – vor allem ihren schulterlangen blonden Haaren – an Marine Le Pen angelehnt. In der Romanvorlage hingegen war sie noch dunkelhaarig.

## Rezeption
Der Film wurde von den Kritikern grundsätzlich positiv aufgenommen und durchgehend als wichtige politische Botschaft angesichts der gegenwärtigen politischen Entwicklung in Frankreich als auch in Deutschland betrachtet, da in diesem Methoden der Neuen Rechten aufgezeigt würden. Teilweise sei die Handlung jedoch ein wenig zu trivial geraten.
Sascha Westphal urteilte bei epd-Film, dass der Film „die Verführungsmacht ihrer Parolen und vermeintlichen Botschaften“ von Rechtsextremen aufzeige, dennoch aber „die Nähe von Fiktion und Wirklichkeit nicht für simple Agitation“ genützt wird. Gelobt wurde vor allem André Dussolliers Darstellung eines „Faschisten, der es versteht, sich als Biedermann in Szene zu setzen“, dies erzähle „alles, was es über Parteien wie den Front National zu sagen gibt.“ Grundsätzlich seien die „Gewalt und der Hass, der Rassismus und die Ideen der Nationalsozialisten und Faschisten der 1930er und -40er Jahre“ im Film durchgehend unterschwellig anwesend.
Till Kadritzke urteilte im Spiegel, dass sich der Film „an ein liberales Publikum“ richte und aufzeigen möchte, „wie anfällig eine 'normale Bürgerin' für die Rhetorik der Neuen Rechten ist.“ Gesetzt werde „auf eine konventionelle Dramaturgie und eine klassische Figurenzeichnung mitsamt ihrer Logik der Identifikation“. Diese Herangehensweise, mit der man die Protagonisten kennenlernen und ihre Beweggründe nachvollziehen soll, mute zunächst „durchaus spannend“ an, die „Dynamiken der politischen Verunsicherung“ würden dann aber „doch nur am Rande“ gezeigt werden. Der Ort der Handlung sei auch „kein echter Mikrokosmos, den es zu beobachten gilt, sondern das beliebige Spielfeld eines Polit-Dramas, das streng von Paris aus gedacht wird“. Insgesamt sei der Film daher von seiner Erzählweise her zu deutlich, obwohl eigentlich aufgezeigt werden sollte, „dass nämlich die Schilder an den Scheidewegen unseres politischen Terrains ja gerade nicht mehr so klar beschriftet sind“. Der Film sei so ein „handelsübliches Arthouse-Drama“, das Politische werde auf diese Weise „in ein dramaturgisches Korsett [gezwängt], in dem es uns nichts mehr sagen kann.“ Der Film habe „als warnendes Lehrstück über die Anfälligkeit strukturschwacher Regionen für Populisten einen pädagogischen Wert“, leider aber „doch zu sehr an seiner ganz eigenen Strukturschwäche“, denn es würden keine neuen Perspektiven aufgezeigt und auch keine neuen Erkenntnisse gewonnen. Kadritzke verglich den Film mit dem noch nicht in Deutschland veröffentlichten L'atelier, der ein ähnliches Thema „deutlich klüger“ behandelt habe.
Tilmann Krause sah im Online-Auftritt der Welt den Film „als leidenschaftliche Warnung vor Marine Le Pen“, indem „viel Sorgfalt auf die Darstellung der nationalistischen Bewegung der Le Pens und ihres Umfelds“ gelegt werde. Das mache ihn nicht nur für Frankreich selbst, sondern auch darüber hinaus interessant, so etwa für die Lage in Deutschland, wo die AfD „vor einem ähnlichen Problem“ stehe, nämlich der Frage, wo sie „einen einigermaßen vorzeigbaren Nachwuchs“ herkriege. Dennoch verweise der Film hierbei auf die französischen Gegebenheiten, „in der es eine Formation wie der Front National geschafft hat, sich wesentlich zivilisierter zu geben, als das – bislang zumindest – der AfD gelang.“ Krause lobte hierbei vor allem die Rolle des Dr. Berthier, dieser sei als Schlüsselfigur des Dramas „das Spannendste“ am Film.
Auf der Seite artechock.de betrachtete Dunja Bialas den Film als „Aufklärung über die Machenschaften populistischer Parteien in Frankreich“, die Handlung sei aber, was besonders bei der Konstellation der Figuren deutlich wäre, „allzu vorhersehbar.“ Interessanter sei daher „eine andere Ebene, die sich in den kleinen Details, in Mirkohandlungen [sic!], Blicken und auch Kameraeinstellungen offenbart.“ Regisseur Belvaux habe „einen sehr aufrechten, geradlinigen und aufklärerischen Film“ geschaffen, in dem seine gewonnenen Erkenntnisse über politischen Populismus in eine Handlung verpackt werde – er habe mit seinem Werk „direkt in den Rachen der Bestie“ geblickt. Der Film sei daher „ein brisantes, beunruhigendes und unhintergehbares Zeitdokument.“ Ihr Kollege Rüdiger Suchsland urteilte in einer eigenen Besprechung, dass der Film „scheinbar eine Komödie, eine Gesellschaftssatire“ sei, beinhalte aber zu viel Wahres, „um wirklich lustig zu sein.“ Der Film zeige, wie moderner Wahlkampf gestaltet werde und wie Rechtsextreme wirklich seien, indem „die Rhetorik und die Tricks“ von diesen offengelegt würden, das Thema des Films stelle Verführung dar. Unter dem Strich sei der Film „ein tolles, spannendes und hochaktuelles politisches Drama“, das besonders erschreckend für deutsche Zuschauer sei, denn der Film beinhalte das gleiche Parteipersonal, „das wir auch aus Deutschland kennen“.
Andreas Günther urteilte auf prisma.de, dass der Film zunächst „ein ganzes Stück des Wegs auf[zeige], ehe die Machenschaften faschistischer Geheimbünde ins Zentrum“ rücke, was vom eigentlichen Anliegen wegführe, aber eine „wichtige politische Aufklärung“ darstelle. Der Film sei vor allem wichtig, weil er, auf Recherchen gestützt, „die enge Verbindung des Rechtsextremismus zur Gewalt gegen Migranten und andere Minderheiten“ aufzeige. Der Film sei eine Warnung davor, rechtsextreme Gruppierungen zu wählen oder sie zu unterstützen, weil dies zu einer „schleichende[n] Unterwanderung durch faschistische Brutalität und deren Verharmlosung“ führe. „Das ist eine enorm wichtige Botschaft, gerade in dieser Zeit“, lautete Günther abschließendes Urteil.
Auf der kommunistisch ausgerichteten Seite marx21.de urteilte Phil Butland, dass es sich um einen „mutigen Film über den Aufstieg der neuen Rechten“ handle. Hinsichtlich seiner Bedeutung für die Gegenwart wurde er mit Bob Fosses Film Cabaret von 1972 vergleichen, anders als dort werde „weitgehend auf Andeutungen“ verzichtet und stattdessen versucht, „die Situation und Entwicklungen konkret sichtbar zu machen.“ Zwar würden die Rechtsextremen im Film nicht entschuldigt werden, aber es werde aufgezeigt, „wie eine faschistische Partei für viele attraktiv werden kann.“ Dies wird auch als Schuld der politischen Linken gesehen, „denn es war der Misserfolg der Linken, die es verpasst haben, wirklich reale Veränderungen durchzusetzen. Sie waren gezwungen, anderswo nach Lösungen zu suchen.“ Der Film sei insgesamt „kein pessimistischer Film“, er traue seinen Zuschauern zu, „sich ihr eigenes Bild zu machen“, weshalb die gezeigten Rechtsextremen „keine bösen Stereotypen“ darstellen, „sondern glaubwürdig, und damit umso gefährlicher“ seien. Der Film könnte somit für Butland „eine mutige Intervention im Kampf gegen die Nazis“ darstellen. Es gehe in diesem aber nicht alleine um den Aufstieg von Marine Le Pen und ihrer Partei, sondern er stelle „auch die politische Korruption und Aussichtslosigkeit dar, die so einen Aufstieg ermöglicht hat.“ Dass der Front National juristisch gegen den Film vorzugehen versuchten, sei als Empfehlung zu werten.
Antje Wessel urteilte auf ihrer Seite wessels-filmkritik.de, dass der Film sich darauf konzentriere, „die emotionale Manipulation einer Person in den Fokus zu rücken, die mit Politik bislang kaum etwas am Hut hatte.“ Der Film gehe nicht mit „der absoluten Vorschlaghammerkritik“ ans Werk, sondern habe genug subtile Augenblicke. Dadurch werde bewirkt, dass Menschen, die einer derartigen Ideologie auf den Leim gehen, „nicht mehr ausschließlich dumm wirken“, sondern „vielmehr deren leichte Verführbarkeit“ deutlich wird. Die Thematik eines Alltagsrassismus sei im Film ebenfalls vorhanden, jedoch nur in geringem Umfang und diene vor allem dazu, „um den sukzessiven Sinneswandel von Protagonistin Pauline zu betonen.“ Anfangs wirke der Film, vor allem dadurch, dass die nachvollziehbar wirkenden Ansichten von Dorgelle und ihren Anhänger unkommentiert bleiben, als ob er „von den falschen Seiten Applaus bekommen könnte“, in seiner zweiten Hälfte werde er dann aber „zu einem düsteren Thriller“. Die weibliche Hauptfigur des Films stellt dabei „weder das unschuldige Opfer, noch die treibende Kraft hinter den Parolen“ dar, sondern pendle „hervorragend zwischen beiden Extremen“, wodurch sich der Film „zu einem starken Charakterdrama“ entwickle. Der Film zeige, mit „welchen geschickten Methoden Rechtspopulisten auf Stimmenfang gehen“. „Ein spannendes, emotionales und brisantes Zeitdokument“, lautete Wessels abschließendes Urteil.
Oliver Armknecht vergab auf der Seite film-rezensionen.de 7/10 Punkten und urteilte, dass der Film vor bestehenden Gefahren in der Form von „Demagogen, die hinter nett und einleuchtend klingenden Worten perfide Interessenpolitik betreiben“, warnen möchte, gehe dabei allerdings nicht sonderlich subtil vor, was Armstrong als einen „selbst auferlegten politischen Bildungsauftrag“ deutet. Die Stärke des Films liege darin, dass die Protagonistin „eben keine selbstsüchtige Egomanin, die unter ihrem Bett ein Hakenkreuztagebuch versteckt“, sondern „wirklich etwas verändern“ und „das Leben für alle besser machen“ möchte, wodurch sie „zu einem idealen Opfer der Partei“ werde. Damit gelinge es, „die Grenzen zwischen Tätern und Opfern verschwimmen“ zu lassen und zu zeigen, dass die Wähler solcher Parteien keine homogene Gruppe darstellen und es „eben die Nicht-Spinner sind, für die man kämpfen muss“, indem man Aufklärung betreibt. Insgesamt stelle der Film „eine kaum verhohlene Abrechnung mit der französischen Front National“ dar, die manchmal allerdings „etwas plump und unglaubwürdig“ ausfalle.